# Ольговка (Іжморський округ)
О́льговка (рос. Ольговка) — присілок у складі Іжморського округу Кемеровської області, Росія.

## Населення
Населення — 68 осіб (2010; 80 у 2002).
Національний склад (станом на 2002 рік):
- росіяни — 95 %